# Winfried Eberhard Banzer
Winfried Eberhard Banzer (* 8. Februar 1953 in Riedenburg) ist ein deutscher Sport- und Präventivmediziner.

## Leben
Winfried Eberhard Banzer wurde als erster Sohn von fünf Geschwistern des Chirurgen Banzer und seiner Frau Ludwina im niederbayerischen Riedenburg geboren. Ab 1967 besuchte er das Jesuiteninternat St. Blasien im Südschwarzwald sowie das Stoneyhurst College in England. Sein Abitur legte er 1972 in St. Blasien ab. Winfried Eberhard Banzer studierte Sportwissenschaften, Psychologie und Pädagogik in Frankfurt/Main und schloss danach ein Studium der Humanmedizin in Ancona/Italien und Frankfurt ab. Darauf folgten Promotionen zum Dr. phil. und Dr. med. an der Goethe-Universität Frankfurt/Main in den Jahren 1985 und 1986.

## Karriere
Nach seinen frühen wissenschaftlichen und klinischen Tätigkeiten erfolgte 1987 der erste Ruf auf eine Professur für Sportmedizin an die Universität Siegen. 1991 wechselte er an die Goethe-Universität Frankfurt/Main auf eine Professur für Prävention und Rehabilitation.
Nach einem weiteren Ruf an die Universität Marburg, dem er nicht gefolgt ist, übernahm er 1995 eine Professur für Sportmedizin an der Goethe-Universität Frankfurt/Main. Von 1995 bis 2018 leitete er dort die Abteilung Sportmedizin. Von 2005 bis 2017 war er auch wechselnd Dekan, Prodekan und Studiendekan. Im Jahr 2018 wurde er als Professor an der Goethe-Universität emeritiert.
Seit Oktober 2018 steht er der Abteilung Präventiv- und Sportmedizin des Instituts für Arbeitsmedizin, Sozialmedizin und Umweltmedizin der Goethe-Universität Frankfurt/Main vor.
Seit Januar 2019 ist Banzer wissenschaftlicher Leiter des Bereichs Sportmedizin an der Fortbildungsakademie der Landesärztekammer Hessen und seit Juli 2020 Wissenschaftlicher Leiter der medizinischen Abteilung bei Eintracht Frankfurt.
Im Profisport betreut Banzer aktuell u. a. Projekte, die sich mit dem Zusammenhang von Neurokognition und Verletzungen, der Prävention und Therapie von neuromuskulären Verletzungen, mit epigenetischen Einflüssen auf die Belastungssteuerung und mit der Regeneration im Profifußball und Hochleistungssport befassen.
Banzer übernimmt Vortragstätigkeiten national und international u. a. an ausländischen Universitäten zu Fragen der Gesundheit und der Sportmedizin.

## Forschung
Unter der Leitung von Winfried Eberhard Banzer führte sein Frankfurter Team mit nationalen und internationalen Partnern drittmittelgeförderte Forschungsprojekte u. a. zu folgenden Schwerpunkten durch:
- Neuromuskuläre Diagnostik, Rolle der Faszien in Prävention und Therapie
- Wiederherstellung nach Verletzungen bzw. Operationen (Return to activity and sport)
- Komplementäre Methoden in der Sportmedizin
- Leistungsdiagnostik im Hochleistungssport (u. a. Tennis und Fußball)
- Prävention von muskuloskelettalen Verletzungen
- Onkologie und Bewegung, Kognition und Bewegung
- Ernährung und Sport
- Bewegungsförderung, Public Health und Versorgungsforschung
- Bewegungsförderung mit sozial benachteiligten Gruppen
- Auswirkungen der COVID-19-Pandemie auf das Bewegungsverhalten

## Mitgliedschaften
Banzer war bis 2020 Vorstandsmitglied der Bundesvereinigung für Prävention und Gesundheitsförderung. Bis 2021 engagierte er sich im Steering committee of the European Network for the promotion of health-enhancing physical activity (HEPA/WHO). Derzeit ist er Mitglied der Gesundheitskommission des Deutschen Olympischen Sportbundes (DOSB), Präsidiumsbeauftragter der Deutschen Gesellschaft für Sportmedizin und Prävention (DGSP), Mitglied im erweiterten Vorstand des nationalen Centers Exercise is Medicine Deutschland (EIM), Mitglied des wissenschaftlichen Beirats des Deutschen Tennis Bundes (DTB), Leiter des Wissenschaftszentrums der Deutschen Ärztegesellschaft für Akupunktur (DÄGfA) und Zweiter Vorsitzender der DÄGfA.
Weitere aktuelle Mitgliedschaften, in denen er in unterschiedlichen Projekten bzw. Aktivitäten eingebunden ist:
- Deutsche Gesellschaft für Sportmedizin und Prävention (DGSP)
- Deutsche Krebsgesellschaft (DKG)
- Deutsche Gesellschaft für Ernährungsmedizin (DGEM)
- Deutsche Gesellschaft für Manuelle Medizin (DGMM)
- European College of Sports Science (ECSS)
- Fellow American College of Sports Medicine (ACSM)
- Gesellschaft für Osteopathie in der Sportmedizin (GOSM)
- Österreichische Gesellschaft für Alpin- und Höhenmedizin (ÖGAHM)
- Society of Tennis Medicine and Science (STMS)
- Gesellschaft für Orthopädisch-Traumatologische Sportmedizin (GOTS)

## Veröffentlichungen
- Körperliche Aktivität und Gesundheit. Präventive und therapeutische Ansätze der Bewegungs- und Sportmedizin. Springer Nature 2017
- Funktionsdiagnostik des Bewegungssystems in der Sportmedizin. Springer Nature 2004